# Mokre (Dębica)
Pour les articles homonymes, voir Mokre.
Mokre est une localité polonaise de la gmina de Żyraków, située dans le powiat de Dębica en voïvodie des Basses-Carpates.